# ノブワイルド
ノブワイルドは、日本の競走馬。主な勝ち鞍は2018年・2019年のテレ玉杯オーバルスプリント。ロックバンド『TUBE』のボーカル、前田亘輝がオーナーであったことでも知られる。

## 経歴

### デビュー前
1歳時の2013年、北海道サマーセールで525万円（税込）で、小久保智調教師が前田の名義で本馬を落札した。小久保は「ものすごくやんちゃで。体を自由に、ピョンピョン暴れてるのが、すごく印象に残って（いて）」「まだあの歳だと、自分の脚がどこにあるのかを把握しないで暴れてる仔はたくさんいるけれど、ワイルドはちゃんとわかってやんちゃしてるなっていうのがありましたね」とセールでのノブワイルドを振り返っている。なお、その後の牧場での動きが良かったことから、小久保は自身の所属する浦和競馬場への入厩ではなく中央デビューを勧め、美浦・畠山吉宏厩舎に入厩した。

### 2歳（2014年）
7月5日の函館2歳新馬（芝1200m）でデビュー。1番人気に支持されるが、7着に終わる。次走、未勝利戦でダート1000mで2着以下に1秒4差をつける大差で逃げ切り、初勝利を挙げる。昇級戦のヤマボウシ賞は400m距離を延長し6着。続くオキザリス賞は2着に好走するが、2歳500万下は12着と惨敗し、更にレース後には膝を骨折。引退も考える程であったが、ワイルドを競り落とした小久保は負傷箇所を「これは成長過程でよくある骨折だったんで、大丈夫だろうと思った」上で、前田に「僕に預けて欲しい」と訴えた。そのため、このレースを最後に小久保厩舎に転厩して現役を続けることになった。

### 3歳（2015年）
3歳になり、8か月ぶりの長期休養明けとなった浦和での移籍初戦、JRAとの指定交流競走マルチヒーロー特別を逃げ切り、移籍初勝利を挙げる。次走、重賞の黒潮盃に出走し、逃げるもバテてしまい最下位の16着。その後は3戦連続1番人気となるも、6着、4着、6着に終わる。

### 4歳（2016年）～5歳（2017年）
10番人気と評価を落としたスプリングタイム賞で2着に入ると、三咲特別を勝利。その後、2連勝を果たす。しかし、骨折が見つかり長期離脱をする。1年3か月ぶりとなった復帰戦は11着。さらに再び骨折が見つかり、5か月ぶりとなったレースは13着、5歳はこの2戦で終える。

### 6歳（2018年）
年が明け、マルチフレンド特別、プリムローズ賞を連勝し、交流重賞のさきたま杯に出走、7着となる。次走、デイリー文月杯は2着、プラチナカップを4着とし、続く長月特別を2.5秒差の大差で勝利する。次走、テレ玉杯オーバルスプリントはハナを奪うと後続に差を広げて直線を向くと最後はオウケンビリーヴの差し脚を3/4馬身振り切ってゴール。初重賞勝利が交流重賞となった。その後は京都で行われたJBCスプリントに挑戦するが、最下位に敗れる。

### 7歳（2019年）
フジノウェーブ記念は最下位となり、2戦連続シンガリとなる。次走、川崎スパーキングスプリントを3着とし、習志野きらっとスプリントに出走、先行争いを制するとアピアを2馬身1/2振り切って優勝。続く、プラチナカップでもハナを切ると断然人気のキタサンミカヅキに2馬身1/2差をつけ1着。重賞連勝を飾った。なお、鞍上の橋本直哉にとってはこれが重賞初勝利であった。次走は連覇を狙い、テレ玉杯オーバルスプリントに出走、ここでも逃げるとワイドファラオ、ヤマニンアンプリメを相手に1馬身半差をつけ連覇を達成。重賞3連勝とした。次走は得意の地元、浦和で行われたJBCスプリントを選択、3番人気で5着に敗れる。続く、ゴールドカップはブルドッグボスにハナ差交わされ2着となる。

### 8歳（2020年）
中1週で挑んだ船橋記念はキャンドルグラスに半馬身差の2着、他馬より2㎏重い斤量で挑んだ神田川オープンは6着に敗れる。続く、さきたま杯は3着に入ると、SIに格上げされた習志野きらっとスプリントは、3～4コーナー中間でハナを奪い、そのままゴールまで押し切り、中団前から猛追したキャンドルグラス半馬身差振り切って優勝した。次走、3連覇に挑んだテレ玉杯オーバルスプリントは3コーナーで交わされ3着。大井で開催されたJBCスプリントはブービーの15着と惨敗。次走、ゴールドカップは3着となる。

### 9歳（2021年）
引退レースとなった船橋記念はハナを切るも、最後の直線で馬体に故障を生じて競走中止。過去にオオエライジンなどが予後不良に追い込まれた左前球節完全脱臼と診断されたが、野田トレーニングセンターにて再度検査を受けたところ、骨や靭帯への損傷はなく一命を取り留めた。
1月15日で登録を抹消し引退した。

## 種牡馬時代
2021年1月21日に北海道新冠町の白馬牧場に移り、怪我の状態を見ながら種牡馬となる。
2022年シーズンより種牡馬生活を送り、種付料は受胎条件30万円。初年度は8頭に種付けしたが、血統登録されたのは2頭のみ。
2023年シーズンは3頭に種付けして、3頭が血統登録された。
2023年10月2日付けで種牡馬を引退し、茨城県利根町にある利根リバーサイドクラブで乗馬となる。
2024年12月20日に怪我のため死亡した。

## 競走成績
以下の内容は、JBISサーチおよびnetkeiba.com、keiba.go.jpに基づく。
- 格欄の「J交」はJRAとの条件交流競走を示す。
- JRA条件交流競走（J交）は、'17メトロポリタンディセンバーカップのみ1000万円以下条件馬[20]との交流競走（その他は全て500万円以下条件馬。詳細は指定交流競走#各地の名称（由来）参照）

| 競走日     | 競馬場 | 競走名                            | 格        | 距離（馬場）  | 頭 数 | 枠 番 | 馬 番 | オッズ （人気） | 着順 | タイム （上がり3F） | 着差 | 騎手      | 斤量 [kg] | 1着馬（2着馬）         | 馬体重 [kg] |
| ---------- | ------ | --------------------------------- | --------- | ------------- | ----- | ----- | ----- | --------------- | ---- | ------------------- | ---- | --------- | --------- | ---------------------- | ----------- |
| 2014.07.05 | 函館   | 2歳新馬                           |           | 芝1200m（良） | 11    | 6     | 6     | 003.10（1人）   | 07着 | R1:12.3（36.4）     | -0.6 | 0藤田伸二 | 54        | グランドポピー         | 464         |
| 0000.08.02 | 札幌   | 2歳未勝利                         |           | ダ1000m（良） | 12    | 7     | 10    | 005.60（3人）   | 01着 | R0:58.6（35.0）     | -1.7 | 0藤田伸二 | 54        | （ヒラボククラウン）   | 462         |
| 0000.10.04 | 阪神   | ヤマボウシ賞                      | 500万下   | ダ1400m（良） | 10    | 6     | 6     | 004.10（2人）   | 06着 | R1:26.1（38.4）     | -1.1 | 0藤田伸二 | 55        | キャプテンシップ       | 468         |
| 0000.11.15 | 東京   | オキザリス賞                      | 500万下   | ダ1400m（良） | 16    | 5     | 9     | 018.80（6人）   | 02着 | R1:25.2（37.8）     | -0.2 | 0田中勝春 | 55        | ブルドッグボス         | 470         |
| 0000.11.29 | 東京   | 2歳500万下                        |           | ダ1600m（重） | 14    | 6     | 11    | 007.10（3人）   | 12着 | R1:38.5（37.5）     | -1.4 | 0田中勝春 | 55        | タイセイラビッシュ     | 472         |
| 2015.07.16 | 浦和   | マルチヒーロー特別                | B2B3(J交) | ダ1400m（不） | 12    | 3     | 3     | 002.00（1人）   | 01着 | R1:27.5（38.8）     | -0.4 | 0左海誠二 | 54        | （ドラゴンビューティ） | 480         |
| 0000.08.12 | 大井   | 黒潮盃                            | SII       | ダ1800m（良） | 16    | 5     | 10    | 004.00（2人）   | 16着 | R1:56.6（42.1）     | -2.6 | 0左海誠二 | 56        | ブラックレッグ         | 474         |
| 0000.10.14 | 大井   | 神無月賞                          | B1二B2二  | ダ1200m（良） | 14    | 6     | 9     | 002.50（1人）   | 06着 | R1:13.3（38.6）     | -0.9 | 0左海誠二 | 55        | ノボキャビア           | 474         |
| 0000.10.29 | 浦和   | マルチメモリー特別                | B2B3(J交) | ダ1400m（良） | 12    | 3     | 3     | 002.90（1人）   | 04着 | R1:27.7（40.6）     | -0.5 | 0左海誠二 | 57        | エスティレジェンド     | 483         |
| 0000.11.12 | 船橋   | カムイユカラスプリント            | OP        | ダ1000m（重） | 14    | 5     | 8     | 002.90（1人）   | 06着 | R1:01.0（38.5）     | -0.9 | 0左海誠二 | 53        | ギガワット             | 482         |
| 2016.02.22 | 大井   | スプリングタイム賞                | B1二B2一  | ダ1200m（重） | 16    | 7     | 14    | 045.5（10人）   | 02着 | R1:12.9（38.1）     | -0.1 | 0橋本直哉 | 55        | テムジン               | 493         |
| 0000.03.07 | 船橋   | 三咲特別                          | B2下      | ダ1600m（不） | 14    | 6     | 10    | 007.10（2人）   | 01着 | R1:41.8（38.7）     | -0.1 | 0橋本直哉 | 57        | （ジーニアスプリンス） | 493         |
| 0000.03.25 | 浦和   | ブラッドストーン特別              | B1B2      | ダ1600m（良） | 11    | 5     | 5     | 001.90（1人）   | 01着 | R1:43.5（36.7）     | -0.3 | 0橋本直哉 | 57        | （アポロズスピアー）   | 487         |
| 0000.04.08 | 大井   | エイプリル賞                      | B1三B2一  | ダ1600m（不） | 8     | 6     | 6     | 001.90（1人）   | 01着 | R1:43.0（38.0）     | -0.5 | 0橋本直哉 | 57        | （スパイア）           | 483         |
| 2017.07.17 | 浦和   | 海の日賞                          | B1B2一    | ダ1500m（稍） | 12    | 2     | 2     | 005.20（3人）   | 11着 | R1:39.1（42.5）     | -3.4 | 0橋本直哉 | 57        | コスモパープル         | 506         |
| 0000.12.26 | 大井   | '17メトロPディセンバーC（準重賞） | A2B1(J交) | ダ1200m（稍） | 15    | 7     | 14    | 037.5（11人）   | 13着 | R1:14.1（37.5）     | -2.0 | 0橋本直哉 | 55        | キセキノケイフ         | 504         |
| 2018.03.22 | 浦和   | マルチフレンド特別                | B2B3(J交) | ダ1400m（重） | 12    | 5     | 5     | 008.90（4人）   | 01着 | R1:26.4（39.0）     | -2.8 | 0左海誠二 | 57        | （ジーケーワン）       | 507         |
| 0000.04.24 | 浦和   | プリムローズ賞                    | A2下      | ダ1500m（良） | 12    | 8     | 11    | 001.90（1人）   | 01着 | R1:33.7（39.2）     | -1.0 | 0左海誠二 | 55        | （フォクスホール）     | 508         |
| 0000.05.30 | 浦和   | さきたま杯                        | JpnII     | ダ1400m（良） | 11    | 6     | 7     | 009.40（6人）   | 07着 | R1:28.2（40.6）     | -2.0 | 0左海誠二 | 56        | サクセスエナジー       | 503         |
| 0000.07.04 | 川崎   | デイリー文月杯（準重賞）          | A2下      | ダ1600m（不） | 12    | 2     | 2     | 002.70（1人）   | 02着 | R1:28.6（40.5）     | -0.5 | 0橋本直哉 | 55        | バンドオンザラン       | 493         |
| 0000.07.16 | 浦和   | プラチナC                         | SIII      | ダ1400m（良） | 10    | 6     | 6     | 008.70（3人）   | 04着 | R1:27.2（39.2）     | -1.1 | 0橋本直哉 | 56        | キタサンミカヅキ       | 502         |
| 0000.09.05 | 浦和   | 長月特別                          | A2B1      | ダ1400m（重） | 12    | 5     | 6     | 001.40（1人）   | 01着 | R1:27.0（38.1）     | -2.5 | 0左海誠二 | 57        | （サニーデイズ）       | 495         |
| 0000.09.24 | 浦和   | テレ玉杯オーバルスプリント        | JpnIII    | ダ1400m（稍） | 12    | 2     | 2     | 008.10（4人）   | 01着 | R1:26.1（38.6）     | -0.2 | 0左海誠二 | 54        | （オウケンビリーヴ）   | 495         |
| 0000.11.04 | 京都   | JBCスプリント                     | JpnI      | ダ1200m（良） | 16    | 5     | 10    | 109.2（13人）   | 16着 | R1:14.2（40.2）     | -3.8 | 0左海誠二 | 57        | グレイスフルリープ     | 494         |
| 2019.03.06 | 大井   | フジノウェーブ記念                | SIII      | ダ1400m（不） | 16    | 5     | 10    | 018.70（7人）   | 16着 | R1:30.0（43.2）     | -4.1 | 0左海誠二 | 59        | キャプテンキング       | 507         |
| 0000.06.13 | 川崎   | 川崎スパーキングスプリント        | OP        | ダ0900m（稍） | 7     | 5     | 5     | 005.90（4人）   | 03着 | R0:53.7（36.6）     | -0.0 | 0橋本直哉 | 59        | ラディヴィナ           | 497         |
| 0000.07.17 | 船橋   | 習志野きらっとスプリント          | SII       | ダ1000m（重） | 14    | 4     | 6     | 005.90（3人）   | 01着 | R0:59.0（36.7）     | -0.5 | 0左海誠二 | 57        | （アピア）             | 494         |
| 0000.07.25 | 浦和   | プラチナC                         | SIII      | ダ1400m（良） | 11    | 3     | 3     | 006.50（3人）   | 01着 | R1:25.7（38.1）     | -0.5 | 0橋本直哉 | 58        | （キタサンミカヅキ）   | 495         |
| 0000.09.12 | 浦和   | テレ玉杯オーバルスプリント        | JpnIII    | ダ1400m（稍） | 11    | 2     | 2     | 003.80（3人）   | 01着 | R1:25.3（37.8）     | -0.3 | 0左海誠二 | 55        | （ワイドファラオ）     | 498         |
| 0000.11.04 | 浦和   | JBCスプリント                     | JpnI      | ダ1400m（重） | 12    | 2     | 2     | 003.30（3人）   | 05着 | R1:25.9（39.4）     | -1.0 | 0左海誠二 | 57        | ブルドッグボス         | 501         |
| 0000.12.25 | 浦和   | ゴールドC                         | SII       | ダ1400m（重） | 12    | 4     | 4     | 001.60（1人）   | 02着 | R1:25.7（37.4）     | -0.0 | 0左海誠二 | 58        | ブルドッグボス         | 502         |
| 2020.01.08 | 船橋   | 船橋記念                          | SIII      | ダ1000m（重） | 13    | 7     | 11    | 001.60（1人）   | 02着 | R0:59.2（36.4）     | -0.1 | 0左海誠二 | 57.5      | キャンドルグラス       | 503         |
| 0000.04.30 | 大井   | 神田川OP                          | OP        | ダ1200m（稍） | 10    | 6     | 7     | 005.30（2人）   | 06着 | R1:12.2（37.1）     | -1.2 | 0左海誠二 | 59        | サブノジュニア         | 506         |
| 0000.05.27 | 浦和   | さきたま杯                        | JpnII     | ダ1400m（良） | 12    | 4     | 4     | 012.80（6人）   | 03着 | R1:26.2（38.6）     | -0.4 | 0左海誠二 | 56        | ノボバカラ             | 500         |
| 0000.07.22 | 船橋   | 習志野きらっとスプリント          | SI        | ダ1000m（稍） | 14    | 7     | 12    | 002.90（1人）   | 01着 | R0:58.5（36.2）     | -0.1 | 0左海誠二 | 56        | （キャンドルグラス）   | 491         |
| 0000.09.22 | 浦和   | テレ玉杯オーバルスプリント        | JpnIII    | ダ1400m（良） | 10    | 3     | 3     | 003.10（1人）   | 03着 | R1:27.1（39.7）     | -0.4 | 0左海誠二 | 55        | サクセスエナジー       | 496         |
| 0000.11.03 | 大井   | JBCスプリント                     | JpnI      | ダ1200m（稍） | 16    | 2     | 3     | 190.0（13人）   | 15着 | R1:13.1（39.6）     | -2.4 | 0左海誠二 | 57        | サブノジュニア         | 499         |
| 0000.12.23 | 浦和   | ゴールドC                         | SII       | ダ1400m（良） | 11    | 7     | 10    | 006.20（5人）   | 03着 | R1:27.1（38.6）     | -1.0 | 0左海誠二 | 58        | ブルドッグボス         | 511         |
| 2021.01.13 | 船橋   | 船橋記念                          | SIII      | ダ1000m（良） | 12    | 8     | 12    | 003.40（2人）   |      | 競走中止            |      | 0左海誠二 | 57.5      | キャンドルグラス       | 499         |

## 血統表
| ノブワイルドの血統            | ノブワイルドの血統                         | ノブワイルドの血統                         | （血統表の出典）                           | （血統表の出典）   |
| 父系                          | キングマンボ系/ミスタープロスペクター系    | キングマンボ系/ミスタープロスペクター系    | キングマンボ系/ミスタープロスペクター系    | [ § 2 ]            |
| 父 ヴァーミリアン 2002 黒鹿毛 | 父の父* エルコンドルパサー 1995 黒鹿毛     | Kingmambo                                  | Mr.Prospector                              | Mr.Prospector      |
| 父 ヴァーミリアン 2002 黒鹿毛 | 父の父* エルコンドルパサー 1995 黒鹿毛     | Kingmambo                                  | Miesque                                    |                    |
| 父 ヴァーミリアン 2002 黒鹿毛 | 父の父* エルコンドルパサー 1995 黒鹿毛     | * サドラーズギャル                         | Sadler's Wells                             | Sadler's Wells     |
| 父 ヴァーミリアン 2002 黒鹿毛 | 父の父* エルコンドルパサー 1995 黒鹿毛     | * サドラーズギャル                         | Glenveagh                                  |                    |
| 父 ヴァーミリアン 2002 黒鹿毛 | 父の母スカーレットレディ 1995 黒鹿毛       | * サンデーサイレンス                       | Halo                                       | Halo               |
| 父 ヴァーミリアン 2002 黒鹿毛 | 父の母スカーレットレディ 1995 黒鹿毛       | * サンデーサイレンス                       | Wishing Well                               |                    |
| 父 ヴァーミリアン 2002 黒鹿毛 | 父の母スカーレットレディ 1995 黒鹿毛       | スカーレットローズ                         | * ノーザンテースト                         | * ノーザンテースト |
| 父 ヴァーミリアン 2002 黒鹿毛 | 父の母スカーレットレディ 1995 黒鹿毛       | スカーレットローズ                         | * スカーレットインク                       |                    |
| 母 コウエイベスト 2002 栗毛   | 母の父アンバーシャダイ 1977 鹿毛           | *ノーザンテースト                          | Northern Dancer                            | Northern Dancer    |
| 母 コウエイベスト 2002 栗毛   | 母の父アンバーシャダイ 1977 鹿毛           | *ノーザンテースト                          | Lady Victoria                              |                    |
| 母 コウエイベスト 2002 栗毛   | 母の父アンバーシャダイ 1977 鹿毛           | *クリアアンバー                            | Ambiopoise                                 | Ambiopoise         |
| 母 コウエイベスト 2002 栗毛   | 母の父アンバーシャダイ 1977 鹿毛           | *クリアアンバー                            | One Clear Call                             |                    |
| 母 コウエイベスト 2002 栗毛   | 母の母トチノニシキ 1982年 鹿毛             | *ブレイヴェストローマン                    | Never Bend                                 | Never Bend         |
| 母 コウエイベスト 2002 栗毛   | 母の母トチノニシキ 1982年 鹿毛             | *ブレイヴェストローマン                    | Roman Song                                 |                    |
| 母 コウエイベスト 2002 栗毛   | 母の母トチノニシキ 1982年 鹿毛             | セイビニシキ                               | *シャトーゲイ                              | *シャトーゲイ      |
| 母 コウエイベスト 2002 栗毛   | 母の母トチノニシキ 1982年 鹿毛             | セイビニシキ                               | オシドリ                                   |                    |
| 母系(F-No.)                   | クヰーンカヌート(FR) 系(FN:8-d)            | クヰーンカヌート(FR) 系(FN:8-d)            | クヰーンカヌート(FR) 系(FN:8-d)            | [ § 3 ]            |
| 5代内の近親交配               | ノーザンテースト 4×3 Northern Dancer 5･5×4 | ノーザンテースト 4×3 Northern Dancer 5･5×4 | ノーザンテースト 4×3 Northern Dancer 5･5×4 | [ § 4 ]            |
| 出典                          | 1. 2. 3. 4.                                | 1. 2. 3. 4.                                | 1. 2. 3. 4.                                | 1. 2. 3. 4.        |

- 祖母トチノニシキは金杯（東）の勝ち馬[23]。
- 叔父ハーブブランド[24]は宇都宮記念の勝ち馬。
- 従兄弟に道営記念勝ち馬のモエレビクトリー[25]がいる。